# Wysoczyzna Łohojska
Wysoczyzna Łohojska (biał. Лагойскае ўзвышша, Łahojskaje ŭzvyšša) – wyżyna na Białorusi wchodząca w skład Wysoczyzny Mińskiej, położona w północnej części obwodu mińskiego. Średnia wysokość do 250 m, maksymalna 342 m (Łysa Góra). W rzeźbie wyróżnia się szereg łukopodobnych grzęd z grupami kopulastych pagórków. Ukształtowanie terenu średnio wzgórzyste, w pobliżu dolin rzecznych poprzecinane jarami i spływami. Wysoczyzna jest częścią wododziału mórz Bałtyckiego i Czarnego. Na jej obszarze mają swoje źródła rzeki Hajna i Ilia. Jest też popularnym miejscem jazdy na nartach, znajdują się na niej ośrodki narciarskie Łohojsk, Silicze i inne.